# Wilhelm Schubert
Pour les articles homonymes, voir Schubert (homonymie).
Wilhelm Schubert, né le 12 novembre 1879 à Görlitz, et mort le 26 juin 1972 à Munich est un officier allemand, qui dirige de mars 1941 à juillet 1942 le Wirtschaftsstab Ost, puis devient General der Luftwaffe pendant la Seconde Guerre mondiale.

## Biographie
Schubert devient élève-officier le 21 mars 1898. Pendant la Première Guerre mondiale, il est officier de liaison auprès de la première, puis de la seconde armée bulgare, et au printemps 1918 il est affecté à l'État-major de l'armée, notamment comme attaché militaire à l'ambassade allemande à Moscou.
Schubert dirige de 1919 à 1920 le Grenzschutz Ost, ensemble de corps-francs affecté à la protection des frontières orientales du Reich, puis conseille à partir de 1921 le Ministère du Reich à l'économie. En 1922 et 1923, Schubert est membre de la commission de l'état-major qui prépare la collaboration entre la Reichswehr et l'Armée rouge.
Il est ensuite embauché, à Dessau, par l'entreprise d'armement Junkers dans le cadre de la coopération militaire germano-russe. L'URSS commande des Junkers F 13 et une version militaire du Junkers G 24, qui doivent être livrés et armés dans le quartier moscovite de Fili.
Schubert devient en 1925 docteur en sciences politiques, puis en 1928 formateur auprès de la Reichswehr noire dans l'arrondissement de Potsdam. Il est également formateur pour l'académie militaire turque à Istanbul entre 1928 et 1930.
D'août 1934 à fin 1935, Schubert est officier de réserve de la troisième région militaire à Berlin. Début 1936, il entre à l'État-major de Hermann Göring en tant que formateur de la Luftkriegsakademie. D'avril 1938 à février 1939, Schubert travaille au bureau de l'économie de guerre au sein de l'Oberkommando der Wehrmacht. Inspecteur de l'armement de la région militaire VII de Munich de mars 1939 à septembre 1940, il remplit ensuite et jusqu'en mars 1941 cette mission pour la région de Paris.
Schubert dirige de mars 1941 jusqu'à fin juillet 1942, au sein du Wirtschaftsführungsstab Ost le Wirtschaftsstabs Ost, en allemand le bureau économique de l'Est, dont la tâche est de planifier l'occupation et la valorisation économique des régions soviétiques conquises lors de l'opération Barbarossa. Schubert, nommé à ce poste en tant qu'expert de l'URSS, joue un rôle déterminant pour que les aspects politiques de cette politique économique l'emportent sur les aspects militaires.  L'historien Rolf-Dieter Müller estime que Schubert est « le type du stratège antisémite et le fervent partisan d'une croisade contre le bolchevisme ». Il est démis de son poste le 1er août 1942, officiellement en raison de son âge avancé, mais en fait à cause de « ses faiblesses de commandement avérées ».
Schubert dirige en mai 1941 les séances du Wirtschaftsstab Ost sur le Hungerplan. Le 2 mai 1941, sept semaines avant l'attaque allemande sur l'URSS, il prend part aux discussions dont le compte-rendu indique : « Il ne sera possible de poursuivre la guerre que si la Russie nourrit l'ensemble de la Wehrmacht dès la troisième année du conflit. Si nous prenons ce dont nous avons besoin dans le pays, il est indubitable que des millions et des millions de gens mourront de faim ». Schubert ne prévoit pour l'occupation et le pillage qu'un réseau assez peu nombreux de personnel administratif militaire, escomptant que la famine de la population facilite ses objectifs. Ces directives, notamment celles du dossier vert élaboré par ses services, causent des millions de morts provoquées par le pillage et la famine.
Dans une note qu'il transmet le 20 juillet 1965 aux archives militaires fédérales, Schubert écrit que l'histoire du Wirtschaftstab Ost montre « qu'une coopération efficace du NSDAP et de la Wehrmacht a bien été possible, sur le fondement commun de l'antibolchevisme ».

## Titres honorifiques
- Croix de fer (1914) de seconde et première classe.
- Chevalier de l'ordre de Hohenzollern
- Médaille du service de la Wehrmacht.